# Cicle del cuir

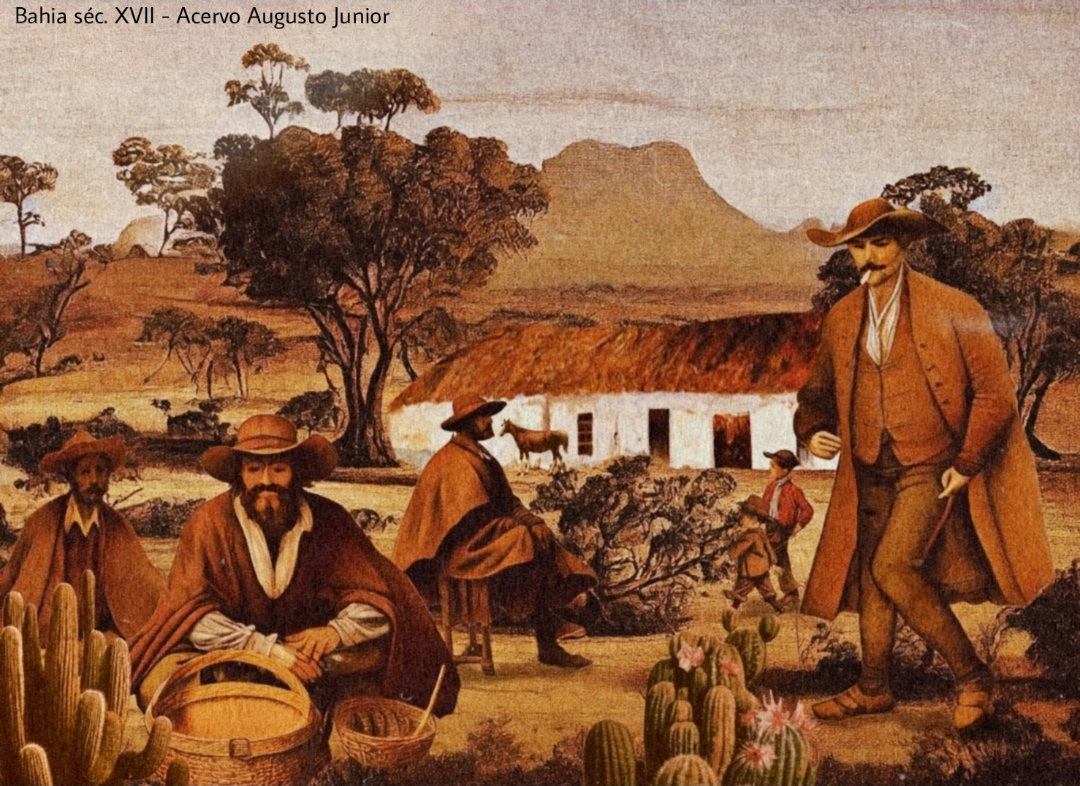
Vaqueiros a Bahia,.

El cicle del cuir, o el cicle ramader, va sorgir després de la decadència de la canya de sucre. El cicle del sucre va acabar després de l'expulsió dels holandesos del Nord-est i el seu desplaçament cap a les Antilles. Allà van instal·lar grans enginhos, que van començar a competir amb els brasilers. En aquestes illes de Centreamèrica s'havia aconseguit una producció enorme, i el sucre es venia a un preu més baix que el produït al Brasil.
La sortida per a la decadència de la canya de sucre i altres productes de la terra es va produir al sertão de l'interior del Nord-est, una regió fins aleshores molt poc coneguda i explorada. Així va començar el «cicle ramader». Finalment, quasi tot el territori brasiler, als segles xvii i xviii, va desenvolupar activitats de pastoreig, amb un gran comerç de carn i cuir. Va ser al Sud on més es va desenvolupar la ramaderia, essent la ramaderia el principal mode de colonització d'aquesta regió.
El bestiar va marcar la vida al sertão, tant que es va convertir en tema de folklore de la regió, com és el cas del bumba-meu-boi.

## La introducció de la ramaderia al Brasil
La ramaderia va arribar al Brasil al segle xvi, en l'època de les capitanies hereditàries, per Tomé de Sousa, trobant condicions favorables per al seu desenvolupament. El bestiar inicial era de raça zebuïna. Això es va fer amb la finalitat de transportar càrregues i persones i traslladar als engenhos amb els anomenats trapiches com a força motriu.
Al segle xvii, amb el major desenvolupament de la ciutat de Salvador, el bestiar va ser portat naturalment a regions més allunyades, des de Praia do Forte fins a la regió de Feira de Santana.
Va ser en aquest avanç de la ramaderia cap a l'interior de Bahia que va sorgir la «cultura del vaquer» l'any 1550.
En un principi, la ramaderia estava vinculada a l'economia de subsistència, aportant pells i carn per al consum domèstic en les grans propietats.

## Desenvolupament
El factor essencial del poblament de noves terres, el bestiar, en un inici pertanyia als propietataris dels engenho, i no va ser fins a mitjans del segle xvii que apareix la figura del ramader.
Va ser també en aquesta època quan el bestiar va agafar la direcció de l'interior, amb una estructura basada en la gran propietat, el treball lliure i assalariat, i la tècnica extensiva.
Durant el descobriment de l'or a Minas Gerais, les cultures ramaderes es van estendre per la conca del São Francisco, per l'altiplà central. Des d'aleshores, el riu São Francisco és conegut com el «Riu dels corrals». Paral·lelament, a la pampa del Sud va sorgir una cultura ramadera, amb bestiar procedent dels animals que havia fugit de les missions jesuïtes.
Al Sud, les primeres ramaderies daten de principis del segle xviiI i el consum de charqui va integrar econòmicament la regió a la resta de la colònia, principalment al Sud-est.
En les últimes dècades del segle xviii, la regió de Pelotas va començar a dominar els mercats brasilers, ja que el Nord-est estava molt poblat i, per tant, va arribar a un punt que va començar a produir menys del que consumia, fet que va fer que es importès del Sud.
Al segle xx, Minas Gerais va adquirir un paper important per a la ramaderia lletera amb l'expansió agrícola i ramadera, principalment al Triângulo Mineiro.
Al Nord-est, el cuir estava molt present a la vida dels homes del sertão, com explica l'historiador Capistrano de Abreu:
| « | […] de couro era a porta das cabanas, o rude leito aplicado ao chão duro, e mais tarde a cama para os partos; de couro eram todas as cordas, a borracha para carregar água, o mocó ou alforje para levar comida, a maca para guardar roupa, a mochila para milhar cavalo, a peia para prendê-lo em viagem, as bainhas de faca, as bruacas e surrões, a roupa de entrar no mato, os banguês para curtume ou para apurar sal; para os açudes, o material de aterro era levado em couros puxados por juntas de bois que calcavam a terra com seu peso. Em couro o sertanejo pisa o tabaco para o nariz. | […] de cuir era la porta de les cabanes, el llit aspre aplicat al terra dur, i més tard el llit per als parts; de cuir eren totes les cordes, el sac per portar l'aigua, el mocó o alforja per portar el menjar, la maca per guardar la roba, la civadera pels cavalls, la corretja per assegurar-la durant el viatge, les beines dels ganivets, les bruacas i surrões, roba per anar a la selva, els banguês per adobar o per refinar la sal; per a les preses, el material per a llaurar es portava en pells arrossegades per un jou de bous que solcaven la terra amb el seu pes. En cuir, el sertanejo prem el tabac pel nas | » |